# Erich Möller (Maler)
Erich Johannes Heinrich Möller (* 7. Januar 1895 in Rostock; † 27. November 1967 ebenda) war ein deutscher Landschafts- und Vedutenmaler.

## Leben
Erich Möller war ein Sohn des Rostocker Töpfermeisters Heinrich Möller (1851–1924) und dessen Ehefrau Anna, geb. Remer (1858–1934), wohnhaft Lagerstraße Nr. 27. Er wuchs neben vier älteren Geschwistern auf und besuchte die Realschule. Mit dem Ziel, ein Studium zum Elektroingenieur zu beginnen, absolvierte er Praktika in verschiedenen Werkstätten Rostocks und Bremens. Der Beginn des Ersten Weltkrieges beendete diese Pläne. Erich Möller wurde 1915 eingezogen und war bis zum Ende des Krieges bei der an der Westfront stationierten „Artillerie-Flieger-Abteilung 201“. Bereits während dieser Zeit beschäftigte er sich mit dem Malen. Nach Ende des Krieges bestimmten Zeichnen und Malerei sein Leben. Autodidaktisch durch intensives Skizzieren und Malen geschult, stellten sich Erfolge ein. Seine Federzeichnungen wurden mehrfach zur Illustration Rostocker und weiterer mecklenburgischer Zeitungen genutzt. Seine als Öl bzw. Pastell ausgeführten Bilder von Rostock und dem Umland, besonders aber die Ansichten mit dem Blick auf Rostock vom Gehlsdorfer Ufer, fanden zahlreiche Käufer. Seit 1926 wurde er in den Rostocker Adressbüchern als Kunstmaler geführt. 1927 wurde er Mitglied des Mecklenburgischen Künstlerbundes und beschickte dessen regelmäßige Ausstellungen. Auch die Stadt Rostock besaß Werke Möllers, wie 1939 dem Katalog der Ausstellung im Mecklenburgischen Landesmuseum in Schwerin „Zeitgenössische Mecklenburgische Maler“ zu entnehmen war.
Eine wichtige Seite in Möllers Schaffen war die Dokumentation der Ereignisse, die während des Zweiten Weltkrieges durch die Fliegerangriffe im April 1942 verursacht wurden. In einem eindrucksvollen Bild hielt er etwa den Brand der Petrikirche fest. Möller ist, was die Qualität seiner Bilder betrifft, in eine Reihe mit Egon Tschirch, Heinrich Engel oder Hans Emil Oberländer zu stellen, die ebenfalls die Zerstörung Rostocks mit ihren künstlerischen Mitteln dokumentiert haben.
Möller wurde 1944 erneut zum Kriegsdienst eingezogen und diente beim „Flieger-Ersatz-Bataillon XII“ in Fürth in Bayern. Er kam im April 1945 in amerikanische und später in britische Kriegsgefangenschaft, aus der er im April 1946 entlassen wurde. Nach Rostock zurückgekehrt, wurde er wieder freiberuflich tätig. 1947 wurde er Mitglied im „Kulturbund zur demokratischen Erneuerung Deutschlands“. Zudem war er zwischen 1950 und 1952 bei der Schiffs- und Bootswerft Gehlsdorf tätig.
Nach einem überstandenen Herzinfarkt im Jahr 1964 verstarb er nach einer weiteren schweren Krankheit am 27. November 1967. Die Grabstätte befindet sich auf dem Neuen Friedhof in Rostock (Feld Ba).

## Werke (Auswahl)
- Brand der Petrikirche und des Petritores nach dem Bombenangriff auf Rostock am 27. April 1942. Öl/Lwd. 115 × 96 cm – Kulturhistorisches Museum Rostock[6]
- Blick auf Rostock vom Gehlsdorfer Ufer. 1942, Öl/Lwd.
- Abendwolken. 1938, Öl[4]
- An der Düne. 1938, Pastell[4]

## Ausstellungen
- Ausstellungen des Mecklenburgischen Künstlerbundes, ab 1927
- Zeitgenössische Mecklenburgische Maler. Schwerin 1939[4]